# گمینا لیشا گورا
گمینا لیشا گورا (به لهستانی:  Gmina Lisia Góra) یک گمینا در لهستان است که در شهرستان تارنوف واقع شده‌است. گمینا لیشا گورا ۱۰۵٫۴ کیلومتر مربع مساحت و ۱۳٬۷۱۴ نفر جمعیت دارد.